# فيفيان ريد
فيفيان ريد (بالإنجليزية: Vivian Reed)‏ هي ممثلة أمريكية، ولدت في 17 أبريل 1894 في الولايات المتحدة، وتوفيت بنفس المكان في 19 يوليو 1989.

## وصلات خارجية
- فيفيان ريد على موقع IMDb (الإنجليزية)